# La Cascada, Guerrero
La Cascada är en ort i Mexiko.   Den ligger i kommunen Taxco de Alarcón och delstaten Guerrero, i den södra delen av landet, 110 km sydväst om huvudstaden Mexico City. La Cascada ligger 1 843 meter över havet och antalet invånare är 253.
Terrängen runt La Cascada är kuperad norrut, men söderut är den bergig. Runt La Cascada är det ganska tätbefolkat, med 111 invånare per kvadratkilometer. Närmaste större samhälle är Taxco de Alarcón, 5,6 km öster om La Cascada. I omgivningarna runt La Cascada växer huvudsakligen savannskog.